# Buddhizmus Európában

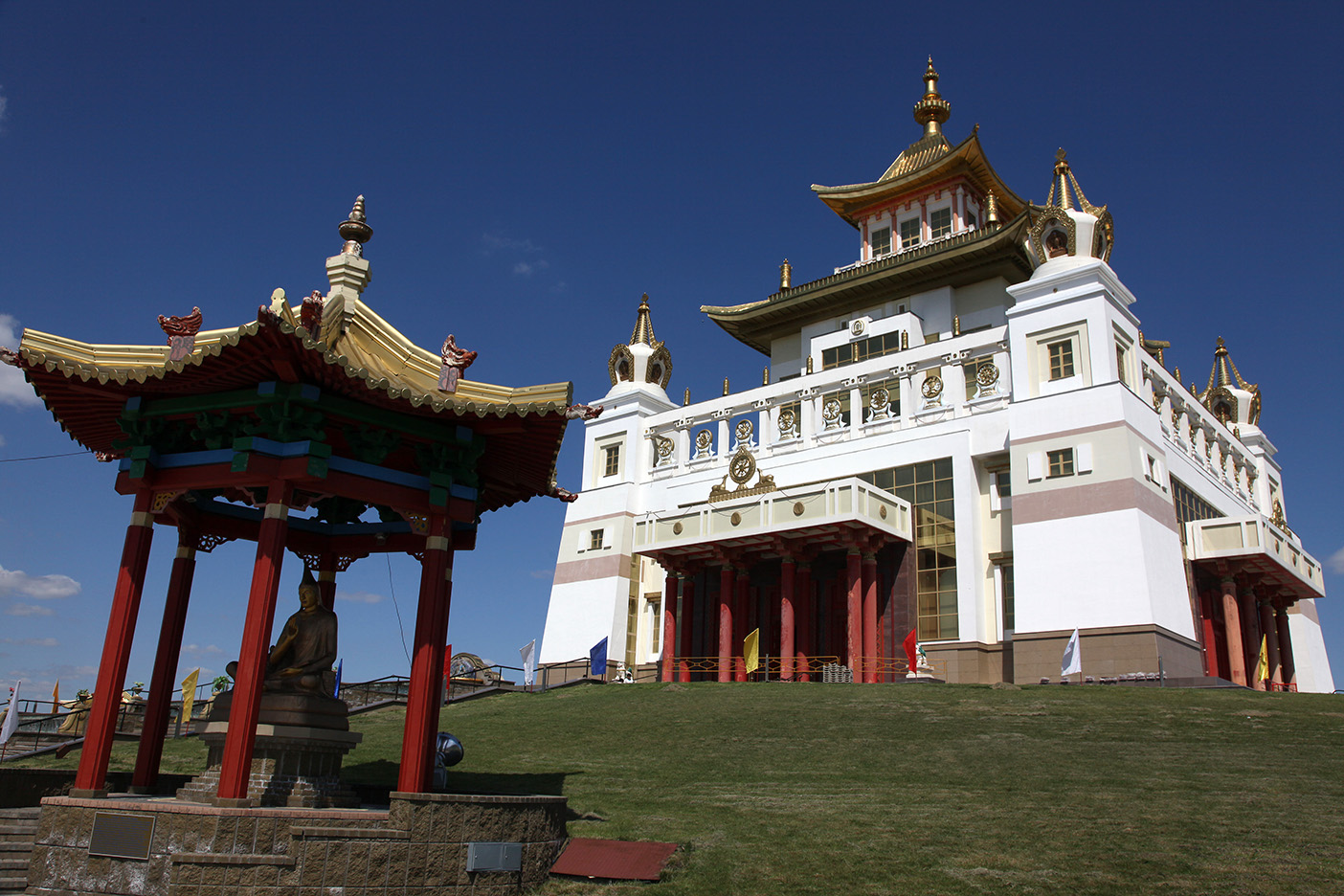
A Burkhan Bakshin Altan Szümi kolostor a kalmükföldi buddhizmus egyik jelképe az ország fővárosában, Elisztában. A kalmük az egyetlen nép európában, akiknek a hivatalos vallása a buddhizmus. Ez a tibeti buddhista gelug rendhez tartozó intézmény egész Oroszország és Európa legnagyobb kolostora.

A buddhizmus Európában az ábrahámi vallásokhoz képest jóval később vert gyökeret. Annak ellenére, hogy az európaiak és a gyakorló buddhisták között már az ókor óta létezett folyamatos kapcsolat, a buddhizmus mégis csupán enyhe közvetlen hatással volt az európaiakra. A 19. század második felében a nyugati értelmiség felfigyelt a keleti vallásokra, köztük a buddhizmusra, és a 20. században tovább nőtt a követők száma. Európában jelenleg egy és négy millió között van a buddhisták száma, amelyek közül a többség Németországban, Franciaországban, Olaszországban és az Egyesült Királyságban él.
Oroszországban, Ausztriában és Olaszországban hivatalos vallás a buddhizmus, ám nem szükségszerűen számít államvallásnak. A 17. században bevándorolt kalmük nép által létrehozott Kalmükföld az egyetlen Uráltól nyugatra fekvő hagyományosan is buddhistának számító terület. Magyarországon is elismert vallás a buddhizmus, az állam öt buddhista egyházat ismer el: A Tan Kapuja Buddhista Egyházat, Buddhista Misszió - Magyarországi Árya Maitreya Mandala Egyházközösséget, a Magyarországi Karma  Kagyüpa Buddhista Közösséget, a Magyarországi Kínai Chanbuddhista Egyházat és a Gyémánt Út Buddhista Közösség.
Azáltal, hogy az európai országok nem fogadják el hivatalos vallásként a buddhizmust, hozzájárultak megkülönböztető bánásmódhoz, amely által – többek között – a buddhisták is csak valamilyen szektához vagy kultuszhoz tartoznak. A hivatalos vallásként történő elismerés lehetővé tenné a buddhisták számára, hogy gyakorolhassanak olyan jogokat, mint a médiához való hozzáférés, pénzügyi támogatások, jogi képviselet, a keresztény egyházzal egyenlő elismerés, és iskolában történő oktatás joga. Az európai nemzetek naptárában nem szerepelnek a kereszténységtől eltérő más vallások vallási ünnepei. Az Egyesült Királyságban például tilos olyan buddhista templomot építeni, amely nem egy már meglévő épületet használna vagy alakítana át.
A buddhizmus Magyarországon hivatalosan 1951 óta létezik egyházi formában, amikor Hetényi Ernő megalapította a Buddhista Missziót a németországi Árya Maitreya Mandala buddhista rend tagjaként, amely a mahájána irányzathoz tartozik. A legelső hazai buddhista közösséget azonban már az 1890-es években megalapították Máramarosszigeten, valamint Hollósy József buddhista menedéket vett és megírta a Buddhista Kátét (1893). Ezek alapján a dharma Magyarországon több mint száztíz éve jelent meg.

## Története

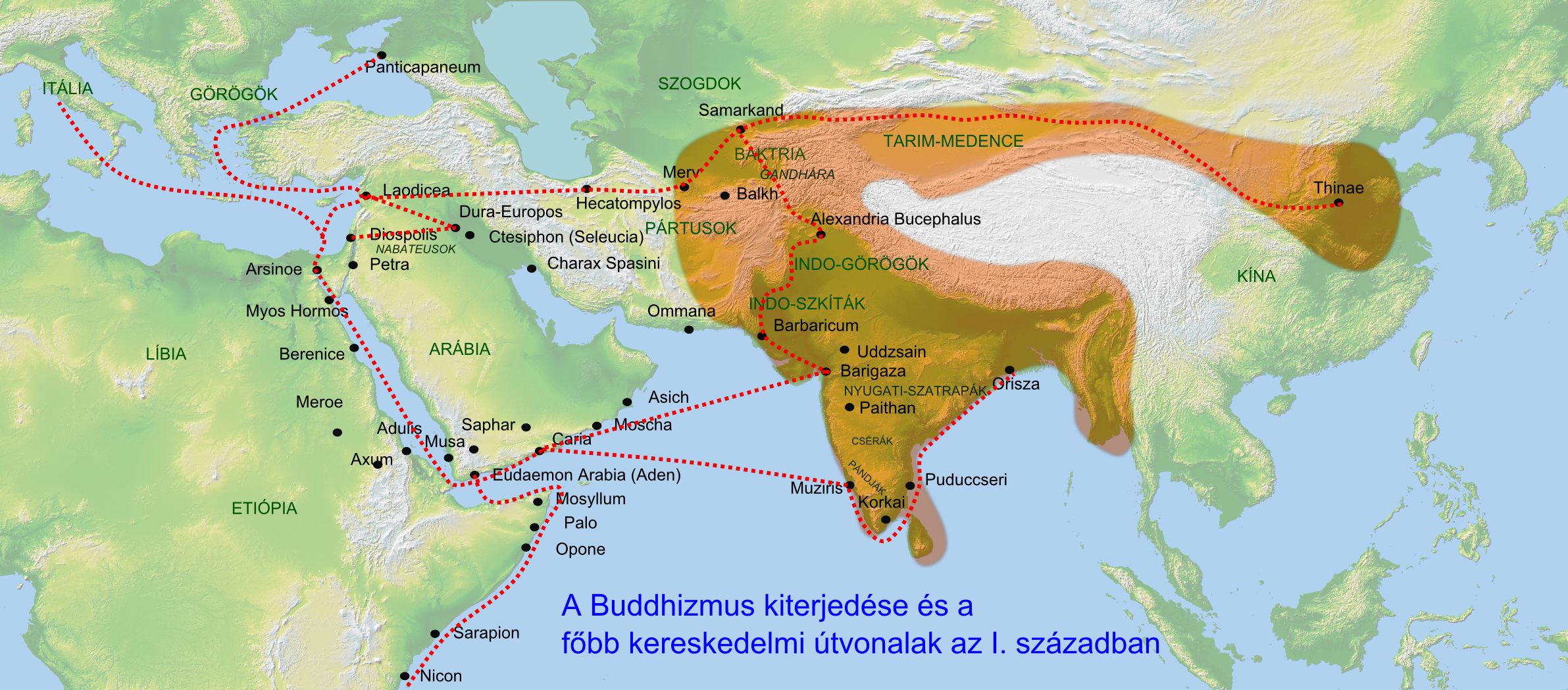
A buddhizmus terjedése és a kereskedelmi útvonalak az 1. században

Az európaiak első kapcsolata a buddhizmussal azután kezdődött, hogy Nagy Sándor az i. e. 3. században elfoglalta India északnyugati részét. A görög gyarmatosítók felvették az indiai buddhizmust és a saját kultúrájukkal kiegészítve egy új szinkretizált kultúrát hoztak létre, amelyet gréko-buddhizmusnak nevezünk. Ez a kulturális hatás (lásd még: Gandhára művészete) évszázadokon át meghatározta az ősi India teljes területét, beleértve a mai Pakisztánt és Afganisztán keleti részét. Asóka király buddhista hittérítőket küldött hellén világba, ahol központokat hoztak létre, mint például a kaukázusi Alexandria államát. A Római Birodalomban a kereszténység 4. században történő emelkedésével, illetve a 7. században az iszlám hódítók perzsa és indiai hadjáratai következtében a buddhizmus és Európa között létező kapcsolat évszázadokra elszakadt. Az iszlám térhódításával a gréko-buddhizmus és az indiai buddhizmus is javarészt elpusztult.
Akadémiai körökben az 1870-es években jelentkezett újra érdeklődés a buddhizmus iránt, elsősorban kiemelkedő filozófusokról, Arthur Schopenhauer vagy Friedrich Nietzsche, és más ezoterikus tudósokról, mint Helena Blavatsky lehet beszélni. 1881-ben megalapították az Egyesült Királyságban a Páli Szöveg Társaságot (angolul: Pali Text Society). Európa első buddhista kolostora az 1920-as években épült Buddhista ház (Das Buddhistische Haus) Berlinben. Ezt követte a második kolostor az 1926-ban átadott Londoni Buddhista Vihára (The London Buddhist Vihara). Az első európai buddhista kongresszus 1933-ban volt Berlinben. 1975-ben alapították az Európai Buddhista Uniót.

## Legfőbb buddhista építmények Európában

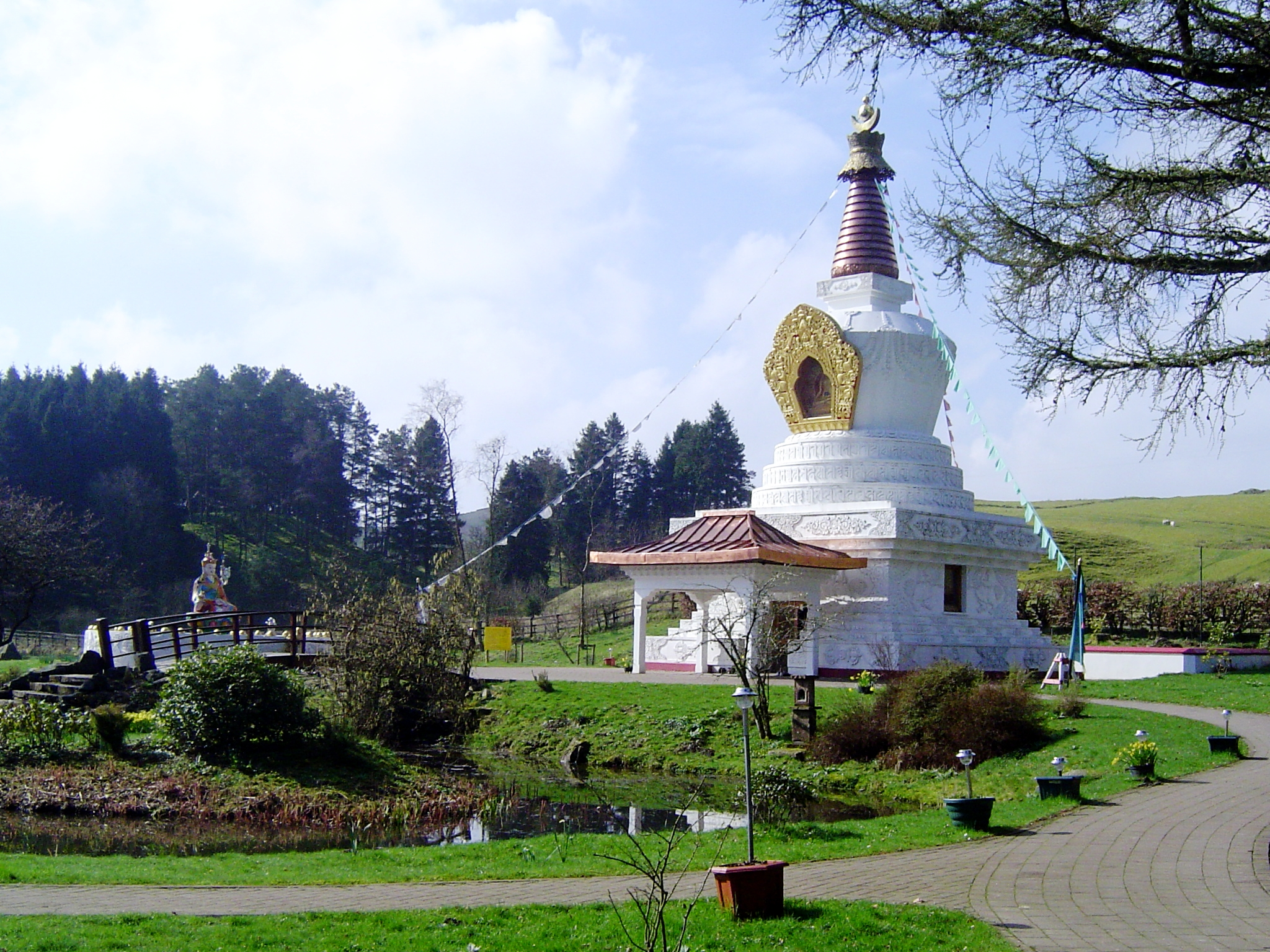
A Samyé Ling fő sztúpája

### Németország
A berlini buddhista vihára, vagy más néven a Buddhista ház (Das Buddhistische Haus) egy théraváda templomegyüttes. Ezt tartják Európa legrégibb és legnagyobb théraváda központjának, amely egyben nemzeti örökségi helyszín is. A Buddhista Ház fő épületét Max Meyer építész tervezte Paul Dahlke német orvos számára, aki az első világháborút megelőzően több ízben megfordult Srí Lankán és buddhistává vált. Az 1924-ben elkészült épület többféle buddhista irányzathoz tartozó elemet ötvöz. Dahlke irányítása alatt a németországi buddhizmus központjává vált. 1928-ban történt halála után az épületet a rokonai örökölték. 1941-ben a buddhista találkozókat és a publikálást is betiltotta a náci kormány. A háború után menekültek lakták, állapota leromlott és a bontását is fontolgatták. 1952-ben tudomást szerzett az épületről Asoka Weeraratna, a német Dharmaduta Társaság alapítója. Öt évvel később megvette az épületet, átalakította buddhista templomegyüttessé és bentlakó buddhista szerzetesekkel létrehoztak egy működő vihárát. A templom ma szabadon látogatható.

### Franciaország

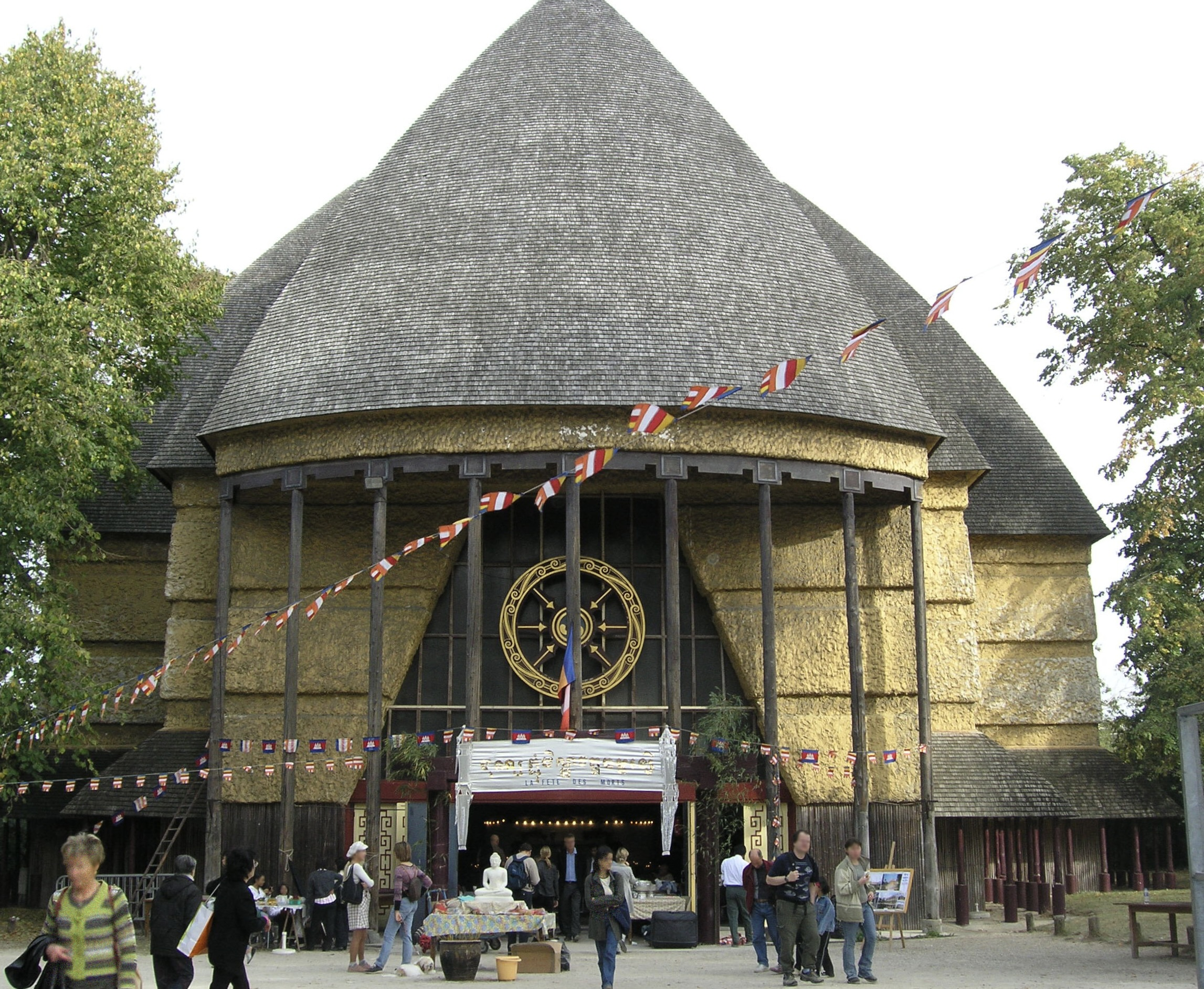
Pagoda Párizsban

1982-ben Thich Nhat Hanh, vietnámi buddhista szerzetes, és kollégája Chân Không apáca alapították a dél-franciaországi Plum Village Buddhista Központot (Làng Mai), amely kolostorként és gyakorlóközpontként üzemel Dordogne közelében. Az 1960-as évektől kezdve történik itt buddhista oktatás szerzetesek és világi személyek számára egyaránt. A létesítmény jogi irányítója az Egyesített Buddhista Egyház. 1976-ban alapította a tibeti buddhizmushoz tartozó karma kagyü iskola az első Dhagpo helyszínt, amelyhez a 16. karmapa adott tanácsokat. A Dhagpo Kundreul Ling helyet ad könyvtárnak, szerzetesi képzésnek és elvonulási helyszínnek. A ma létező négy Dhagpo a Dhagpo Kagyu Ling, a Dhagpo Kundreul Ling, a Dhagpo Dargye Ling és a Dhagpo Dedreul Ling. Az ezekben történő aktivitások és képzések egymást egészítik ki.

### Észak-Európa

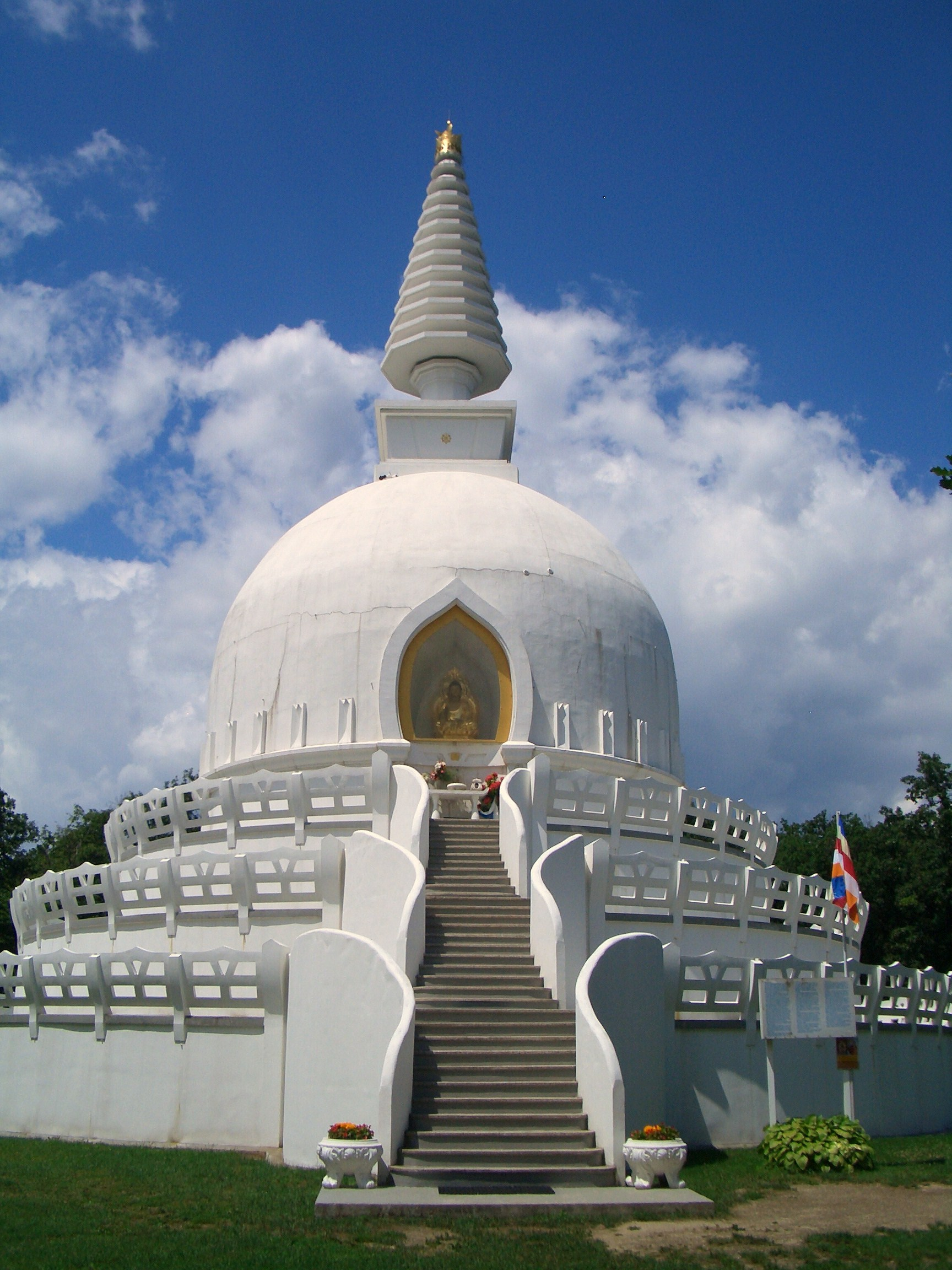
A zalaszántói sztúpa 30 méter magas csúcsa

A Skóciában található kagyü iskolához tartozó Szamje Ling kolostor 2017-ben lett ötvenéves. Területén található Nyugat-Európa legnagyobb buddhista temploma. A szigeten található egy oktatási központ és egy elvonulási helyszín apácák (bhikkhuni) részére. A szamje ling több mint 20 országban hozott létre központokat, köztük Belgiumban, Írországban, Lengyelországban, Spanyolországban és Svájcban.
Észak-Európa legelső sztúpáját Vello Vaartnou és az Észt Buddhista Testvériség (vagy észt nyingma) építette 1983-ban Észtországban. 1984-85-ben további három sztúpa épült, és 2009-ben már az ötödik sztúpát (10 méter magas) építette a csoport.

### Kelet- és Közép-Európa
A legnagyobb buddhista templom Kelet-Európában a Kalmükföld fővárosában, Elisztában található Arany templom, amelyet 2005 decemberében nyitottak meg.
Magyarországon 1987-ben épült először sztúpa Borsod-Abaúj-Zemplén megyében, Bükkmogyorósd közelében, az Uszó tanyán. Azóta összesen további tizenegy sztúpát szenteltek fel. A sztúpák építéséről különböző magyarországi buddhista közösségek gondoskodtak, például a Buddhista Misszió, A Tan Kapuja Buddhista Egyház, A Tan Kapuja Buddhista Főiskola, vagy a Gyémánt Út Buddhista Közösség.